# Congregation (canção)
Congregation é uma canção da banda americana de rock Foo Fighters. É o terceiro single do oitavo álbum de estúdio Sonic Highways e foi lançado em 31 de outubro de 2014

## Charts
| Parada (2014-15)                                        | Melhor posição |
| ------------------------------------------------------- | -------------- |
| Áustria (Ö3 Austria Top 75)                             | 73             |
| Bélgica (Ultratip Bubbling Under de Flandres)           | 12             |
| Canadá (Billboard Rock)                                 | 1              |
| O campo songid é OBRIGATÓRIO PARA PARADA ALEMÃ          | 97             |
| Portugal (Portugal Singles Chart)                       | 38             |
| Scotland (Official Charts Company)                      | 68             |
| Reino Unido (OCC UK Rock and Metal)                     | 4              |
| Estados Unidos (Billboard Hot Rock & Alternative Songs) | 21             |
| Estados Unidos (Billboard Rock Airplay)                 | 1              |
| Estados Unidos (Billboard Adult Alternative Songs)      | 25             |
| Estados Unidos (Billboard Alternative Airplay)          | 5              |
| Estados Unidos (Billboard Mainstream Rock)              | 1              |